# Zeppelin (revista de Buru Lan)
Zeppelin (Buru Lan Ediciones) fue una revista de historietas que se publicó mensualmente en España entre 1973 y 1974. Con un precio de 50 pesetas, se editó un total de 12 números. Su director fue Luis Gasca, y precedió al llamado boom del cómic adulto en España.

## Contenido
Tanto en su estética y contenido la revista se parecía a Linus y a Charlie (portadas con viñetas ampliadas). En su interior se publicó material tan diverso como Little Nemo, Andy Capp, Mort Cinder o el Sturmtruppen de Franco Bonvicini.
| Números | Fecha             | Título        | Autoría                                  | Procedencia |
| ------- | ----------------- | ------------- | ---------------------------------------- | ----------- |
| 3, 4,   |                   | Andy Capp     | Reg Smythe                               |             |
| 3, 4,   |                   | Feiffer       | Jules Feiffer                            |             |
| 3, 4,   |                   | Sturmtruppen  | Franco Bonvicini                         |             |
| 3, 4,   |                   | Sally Bananas | Charles Barsotti                         |             |
| 3       |                   | Miss Peach    | Mell Lazarus                             |             |
| 3, 4,   |                   | Mort Cinder   | Héctor Germán Oesterheld/Alberto Breccia |             |
| 4,      |                   | Little Nemo   | Winsor McCay                             |             |
| 6       |                   | Gora Gopal    | Carrillo                                 |             |
| 8 y 11  | 15/4 y 15/07/1974 | Momma         | Mell Lazarus                             |             |